# Down Argentine Way
Down Argentine Way (bra: Serenata Tropical) é um filme estadunidense de comédia romântica e musical de 1940 dirigido por Irving Cummings e estrelado por Don Ameche, Betty Grable e Carmen Miranda.
O roteiro, escrito por Darrell Ware e Karl Tunberg, narra a história de Glenda (Betty Grable), uma americana que se apaixona por Ricardo Quintana (Don Ameche), um criador de cavalos argentino e filho de um renomado fazendeiro conhecido por seus premiados saltadores. O encontro dos dois é complicado por uma antiga rivalidade entre suas famílias, que pode prejudicar tanto os negócios quanto o relacionamento pessoal deles.
Este filme marca o primeiro papel de destaque de Betty Grable e também apresenta Carmen Miranda, que faz sua estreia no cinema dos Estados Unidos. Durante os dez meses de gravações, uma equipe de localização da 20th Century Fox percorreu aproximadamente 35 mil milhas em aviões, trens e automóveis. Grande parte das filmagens externas foi realizada em Buenos Aires, onde a equipe retornou a Hollywood com cerca de 20 mil metros de filme em Technicolor. Outro grupo de técnicos filmou Carmen Miranda em Nova York, onde ela se apresentava na Broadway na revista musical The Streets of Paris. Vale destacar que Carmen Miranda foi a única celebridade da época a participar de uma produção sem estar em Hollywood.
Após seu lançamento, o filme recebeu críticas positivas do público americano e foi indicado a três prêmios na 13ª edição do Oscar. No entanto, enfrentou severas críticas no Brasil e teve sua exibição proibida na Argentina.
Em dezembro de 2014, Down Argentine Way foi selecionado para preservação pelo Registro Nacional de Filmes da Biblioteca do Congresso dos Estados Unidos, sendo considerado "culturalmente, historicamente ou esteticamente" significativo pela organização.

## Sinopse
Na Argentina vive Diego Quintana (Henry Stephenson), um criador de cavalo que fica irritado quando descobre que Binnie Crawford (Charlotte Greenwood) quer comprar seus cavalos. No passado Diego teve uma séria briga com o irmão de Binnie, o que faz com que Ricardo (Don Ameche), seu filho, diga que não há problema no interesse, pois não venderá a ninguém daquela família. Acontece que Ricardo fica atraído por Glenda Crawford (Betty Grable), uma bela jovem, e lhe prometera vender um animal sem saber que ela era sobrinha do inimigo do seu pai. Ao tomar conhecimento do parentesco ele inventa uma desculpa e cancela a venda, dando início a uma série de confusões.

## Elenco
- Don Ameche — Ricardo Quintana
- Betty Grable — Glenda Crawford
- Carmen Miranda — Ela mesma
- Charlotte Greenwood — Binnie Crawford
- J. Carrol Naish — Casiano
- Henry Stephenson — Don Diego Quintana
- Kay Aldridge — Helen Carson
- Leonid Kinskey — Tito Acuna
- Chris-Pin Martin — Esteban
- Robert Conway — Jimmy Blake
- Gregory Gaye — Sebastian
- Bobby Stone — Panchito
- Charles Judels — Dr. Arturo Bedilia
- Bando da Lua — Eles mesmos (Orquestra de Carmen Miranda)[7]

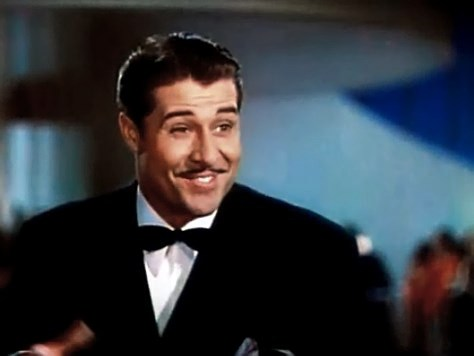
Don Ameche
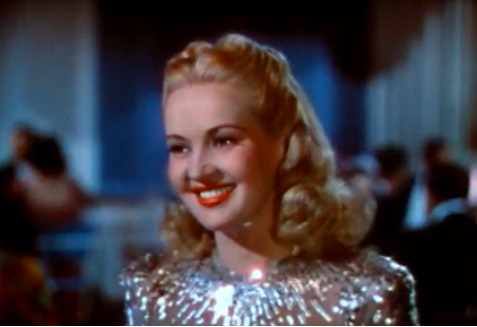
Betty Grable
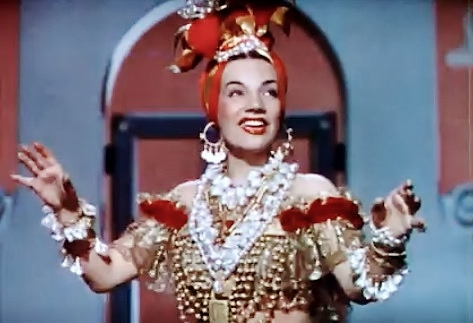
Carmen Miranda
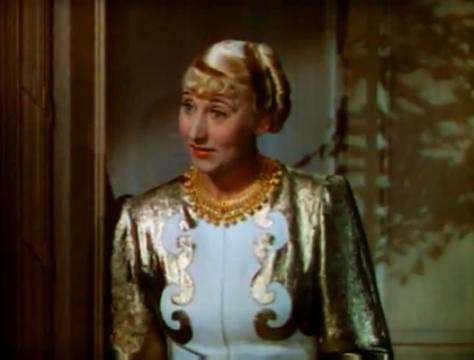
Charlotte Greenwood
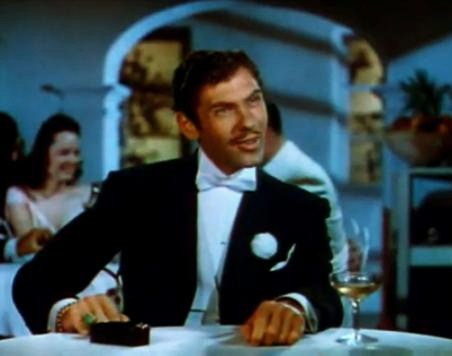
Leonid Kinskey

## Produção
O título provisório do filme era South American Way. Alice Faye, que estava doente na época, foi substituída por Betty Grable, que fez aqui seu primeiro grande papel, embora já tivesse participado de filmes da RKO e Paramount. Grable estava se apresentando em um ato com Jack Haley na Feira Mundial quando um caçador de talentos da 20th Century Fox a notou. O estúdio ofereceu a ela um contrato de longo prazo, que foi adiado devido ao seu envolvimento no musical da Broadway DuBarry Was a Lady. Grable comentou: "Não havia garantia de que DuBarry Was a Lady seria um sucesso, mas as duas oportunidades surgiram." Down Argentine Way lhe proporcionou "uma chance única na vida", apresentando-a ao grande público. Ela refletiu: "O azar de Alice [Faye] se tornou a minha sorte, com a mesma oportunidade que o filme me ofereceu". Carmen Miranda assinou um contrato com a Fox em 1940 enquanto se apresentava em The Streets of Paris. Como não pôde ir a Hollywood, suas cenas para o filme foram filmadas em Nova York.

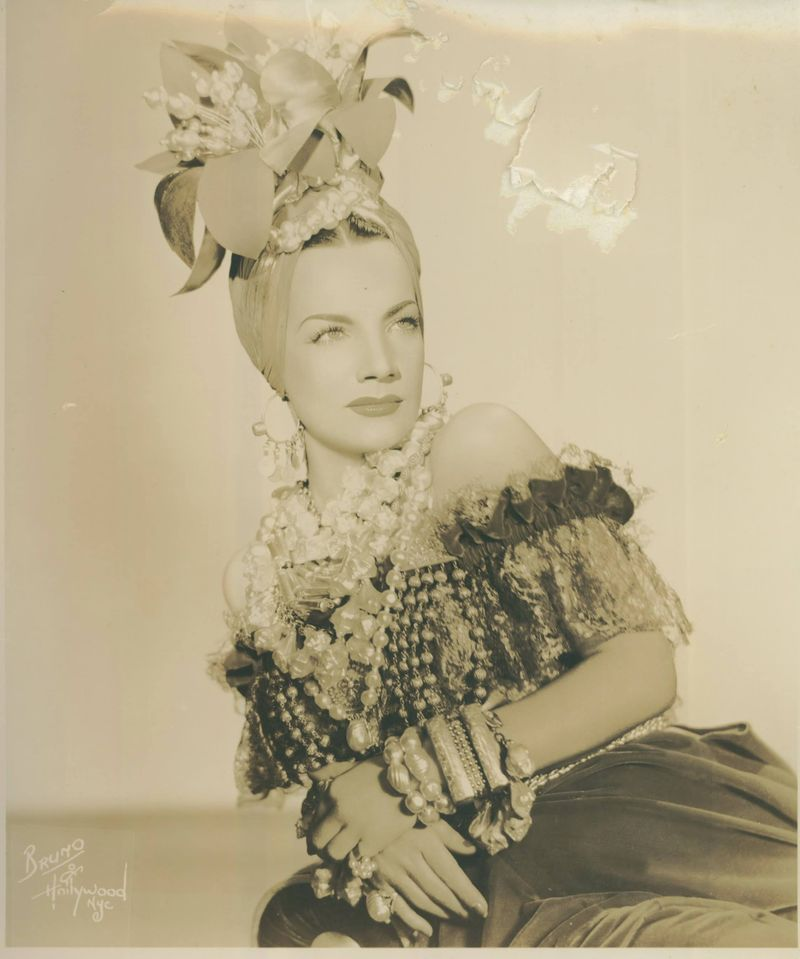
Carmen Miranda no filme.

O ator César Romero foi inicialmente escalado para o elenco, mas devido a problemas de saúde (ele foi diagnosticado com febre paratifoide), foi substituído por Leonid Kinskey. Os scripts indicam que o escritor Roman Romero fez um esboço preliminar do filme, mas o chefe do estúdio, Darryl F. Zanuck, decidiu realizar um remake do filme Romance do Sul (1938). O romancista John O'Hara também contribuiu com uma versão do roteiro. Além disso, fontes mencionam a atriz Elena Verdugo em um pequeno papel, o que pode ter sido sua estreia no cinema. O diretor Irving Cummings acreditava que a cena de dança dos irmãos Nicholas era longa demais, mas foi convencido pelo coreógrafo Nick Castle a mantê-la no filme, pelo menos para uma exibição de teste. O público reagiu de forma tão entusiástica que pediu para ver a cena novamente, o que definitivamente descartou a ideia de Cummings de cortá-la. 
Down Argentine Way é considerado o primeiro de vários filmes produzidos pela 20th Century Fox para apoiar a chamada "Política de Boa Vizinhança" do presidente Franklin D. Roosevelt em relação à América Latina. Durante a Segunda Guerra Mundial, o governo dos Estados Unidos criou uma agência para promover boas relações com a região, em resposta à crescente influência nazista. O Escritório de Assuntos Inter-Americanos foi estabelecido para incentivar a produção de filmes que promovesse essa boa vizinhança. Embora a produção tenha ocorrido antes da criação desse gabinete, é provável que tenha sido influenciada pela política da administração Roosevelt. Esses filmes eram populares nos Estados Unidos, mas não tiveram o mesmo sucesso como propaganda na América Latina, em parte devido à falta de autenticidade regional.
John Hay Whitney, chefe do setor de cinema do órgão governamental responsável por assuntos inter-americanos, persuadiu a 20th Century Fox a investir 40 mil dólares na regravação de cenas que retratavam os costumes argentinos, já que as filmagens originais foram consideradas desfavoráveis para a imagem do país.

## Números musicais
- Bambu, Bambu — Carmen Miranda
- Down Argentina Way — Betty Grable e Don Ameche
- Mamãe Eu Quero — Carmen Miranda
- Nenita — Bando da Lua (em espanhol)
- Sing to Your Señorita — Charlotte Greenwood
- Two Dreams Met — Betty Grable e Don Ameche
- South American Way — Carmen Miranda

## Lançamento
O filme foi lançado nos Estados Unidos em 11 de outubro de 1940, arrecadando cerca de US$ 2 milhões de dólares em bilheteira. Na Argentina, onde sua exibição chegou a ser proibida, foi lançado em 4 de dezembro de 1940. No Brasil, estreou em 22 de maio de 1941.

## Recepção da critíca

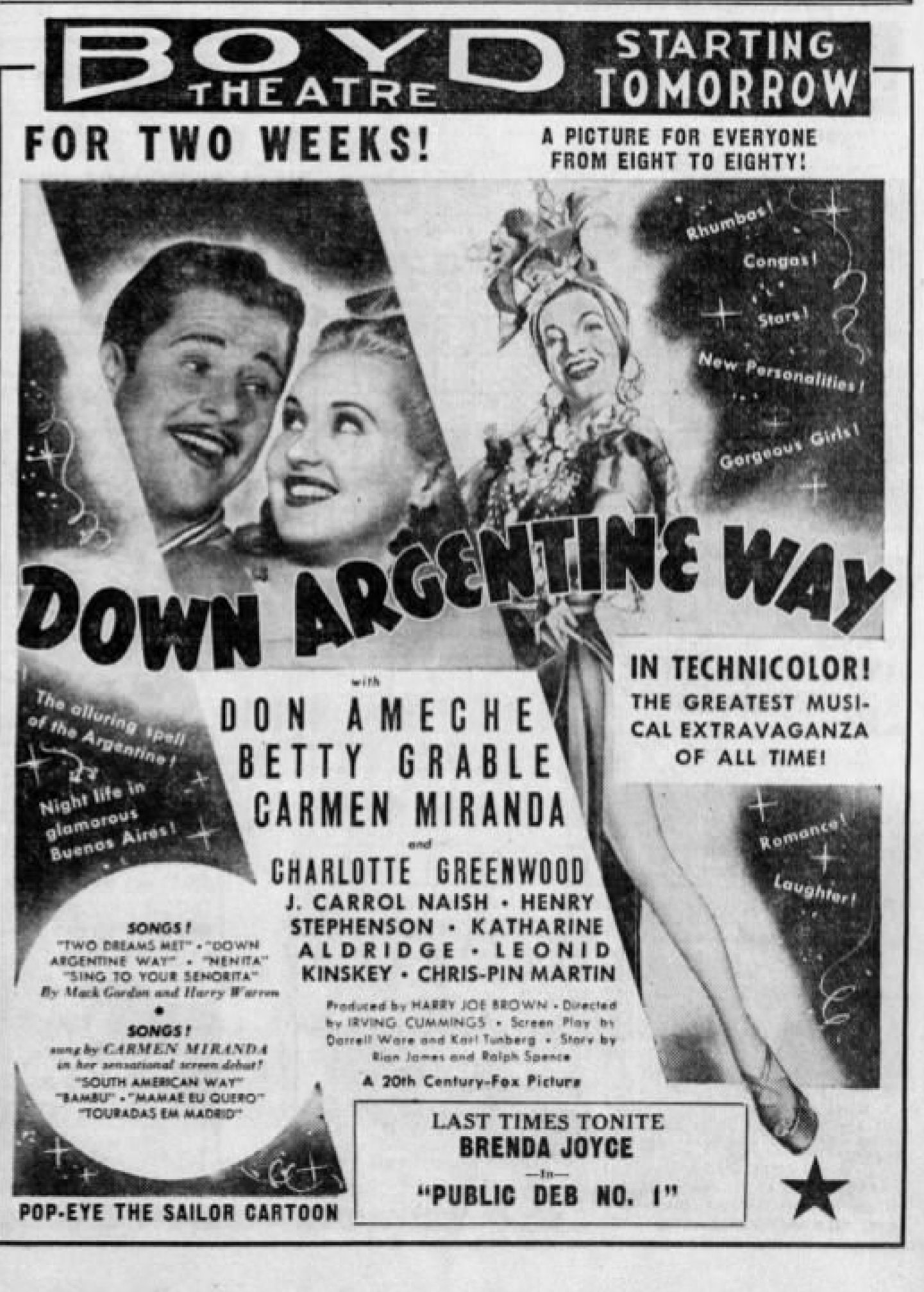
Anúncio do Boyd Theatre para o filme Down Argentine Way (1940).

A crítica do New York Times sobre o filme Down Argentine Way destaca a presença de Betty Grable como um atrativo principal da produção, considerando-a perfeitamente qualificada para encarnar a "ministress plenipotenciária" da boa vizinhança entre os países latino-americanos. O filme, que mistura elementos musicais e coloridos, é descrito como um espetáculo visual em Technicolor, mas com uma trama simples e sem grande profundidade. Embora o filme ofereça alguns números musicais interessantes, como as canções de Carmen Miranda, a crítica aponta que a trama é superficial e os personagens secundários, como Charlotte Greenwood e Leonid Kinskey, são pouco notáveis. A atuação de Grable, embora exuberante e impressionante em sua presença de palco, é considerada abaixo das expectativas em termos de atuação dramática. A crítica conclui que o filme não tem muito a oferecer além de suas belas imagens e performances musicais.
A crítica de Dave Kehr no Chicago Reader descreve-o como um típico musical da 20th Century-Fox dos anos 40, caracterizado por sua exuberância visual e uma abordagem extravagante e frenética. Betty Grable interpreta uma herdeira americana, enquanto Don Ameche é um criador de cavalos argentino e Carmen Miranda aparece em um papel excêntrico e fora de qualquer convenção terrena. O filme é descrito como "barulhento, vulgar, ridículo e irresistivelmente divertido", capturando o espírito da época com suas cores vibrantes em Technicolor. Kehr também menciona a direção de Irving Cummings, que, apesar de implacável, é eficaz em entregar essa visão exagerada e divertida do gênero.
A crítica da TV Guide, que atribui 3 de 4 estrelas a Down Argentine Way, descreve o filme como um "suflê espumoso que nunca cai por terra" — uma obra leve, colorida e sem grandes pretensões, mas que mantém o charme e a diversão do início ao fim. Embora a trama seja simples e um tanto previsível, a crítica destaca o carisma de Carmen Miranda, cuja participação, embora sem relação com a trama, é um dos maiores atrativos do filme, especialmente com a apresentação de sua famosa canção "South American Way".
A crítica da TCM.com sobre Down Argentine Way destaca o estilo exuberante e visualmente deslumbrante do filme, em vez de seu enredo simples. Embora a trama seja mínima, a verdadeira atração está em Betty Grable, cuja presença encantadora e carismática brilha em meio ao cenário vibrante e chamativo em Technicolor. A crítica enfatiza que Grable, com seu charme quase "criminosa simpática", é uma das principais razões para o apelo do filme. Além disso, o filme é notável por ser a estreia cinematográfica de Carmen Miranda, já famosa como "a Bomba Brasileira". Seus números musicais são descritos como um deleite "espalhafatoso", adicionando energia e vivacidade à produção. A crítica também elogia os Nicholas Brothers, que contribuem com uma rotina de dança alegre e cheia de energia, que adiciona mais brilho ao filme.

## Questões controvérsias

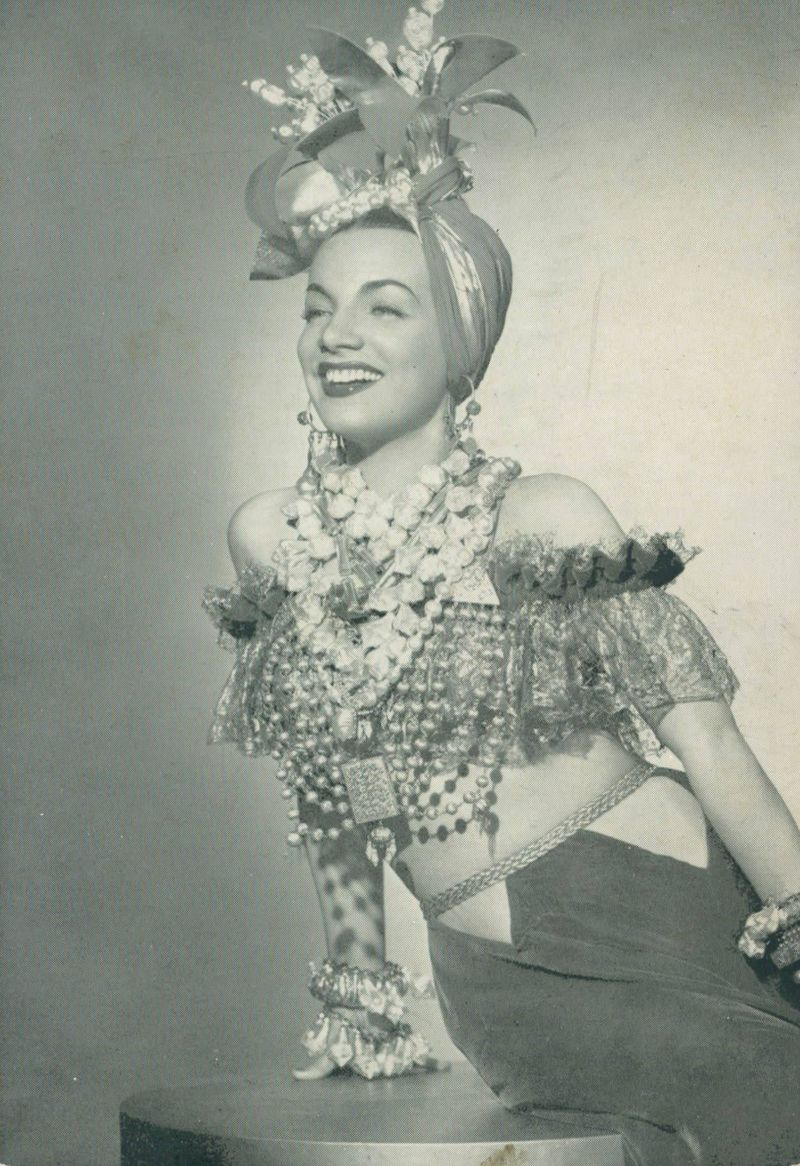
Carmen Miranda em foto publicitária do filme Down Argentine Way.

Down Argentine Way enfrentou controvérsias em seu lançamento, já que chegou a ser proibido na Argentina, após ser "expulso das telas" pelo público local, que o considerou uma deturpação da cultura do país. O filme erroneamente misturava maneirismos e trajes mexicanos e caribenhos, apresentando-os como parte da paisagem argentina, o que gerou uma reação negativa em Buenos Aires. Em 1941, um adido da Embaixada Americana em Buenos Aires relatou que o filme deixou de ser exibido devido às suas "imagens ridículas e perturbadoras", uma crítica direta à representação imprecisa e superficial da Argentina.
"Henry Stephenson é escalado como um rico proprietário de cavalos de corrida, com um sotaque terrível. Don Ameche faz uma rumba em espanhol usando castanholas e menciona orquídeas, tão raras na Argentina quanto em Nova York. Betty Grable dança uma conga de maneira exagerada... Os Nicholas Brothers fazem um sapateado com um espanhol horrível, reforçando a ideia de que todos os ianques acham que os argentinos são índios ou africanos. Há piadas como: 'Sempre que dez argentinos se reúnem, há uma corrida de cavalos'".
Down Argentine Way também gerou controvérsias pela forma como tratava a cultura argentina, especificamente ao representar o tango de maneira imprecisa. Críticos apontaram que o filme contaminava o tradicional ritmo argentino com elementos de outros estilos, como a rumba afro-cubana e o flamenco espanhol, criando uma fusão que desconsiderava as particularidades do tango. Essa abordagem, em que diferentes tradições culturais latino-americanas eram misturadas de maneira superficial, gerou um desconforto tanto entre o público argentino quanto entre os estudiosos da música e dança.
Esse tipo de estereotipagem cultural também foi um ponto central nas críticas direcionadas a Carmen Miranda ao longo de sua carreira. Considerada uma das maiores exportações culturais do Brasil e da América Latina para Hollywood, Miranda foi acusada de contribuir para a formação do estereótipo de "latino" nos filmes de Hollywood. Escritores contemporâneos a acusaram de reduzir a complexidade das culturas latino-americanas a um único estereótipo, fortemente influenciado pela imagem do México e do Caribe, e com pouca ou nenhuma atenção a outras culturas do continente. A autora Karen Backstein observou que "os musicais de Hollywood seguiram pelo caminho de Down Argentine Way com a 'bomba brasileira' Carmen Miranda, sem que um único passo de tango fosse visível".
Essa crítica à falta de representação precisa das diversas culturas latino-americanas, é uma questão recorrente no estudo do cinema de Hollywood da época, que frequentemente reduzia as complexas identidades latino-americanas a imagens simplificadas e estereotipadas para agradar ao público americano e internacional.

## Prêmios
| Ano  | Prêmio | Categoria                       | Destinatário(s)                | Resultado |
| ---- | ------ | ------------------------------- | ------------------------------ | --------- |
| 1941 | Oscar  | Oscar de melhor fotografia      | Leon Shamroy e Ray Rennahan    | Indicado  |
| 1941 | Oscar  | Oscar de melhor canção original | Harry Warren e Mack Gordon     | Indicado  |
| 1941 | Oscar  | Oscar de melhor direção de arte | Richard Day e Joseph C. Wright | Indicado  |